# Апостольский делегат на Коморах
Апостольский делегат в Союзе Коморских Островов — представитель Святого Престола в местной католической общине. Апостольская делегатура на Коморских островах была учреждена на постоянной основе в 1999 году.
В настоящее время Апостольским делегатом на Коморских островах является архиепископ Томаш Грыса, назначенный Папой Франциском 27 сентября 2022 года.

## История
Союз Коморских Островов не имеет дипломатических отношений со Святым Престолом. В 1999 году Святой Престол учредил Апостольскую делегатуру на Коморах: апостольский делегат — папский представитель в местной церкви, а не при правительстве страны. В юрисдикцию делегатуры также входит французский остров Майотта.
Однако апостольский делегат не имеет официальной резиденции на Коморах, в его столице Морони, эпизодически навещая страну. Резиденцией апостольского делегата на Коморах является Антананариву — столица Мадагаскара.

## Апостольские делегаты на Коморах
- Бруно Музаро, титулярный архиепископ Абари — (25 сентября 1999 — 10 февраля 2004 — назначен апостольским нунцием в Гватемале);
- Августин Касуйя, титулярный архиепископ Кесарии Нумидийской — (22 апреля 2004 — 2 февраля 2010 — назначен апостольским нунцием в Нигерии);
- Юджин Мартин Наджент, титулярный архиепископ Домнах Сехнайлский — (13 февраля 2010 — 10 января 2015 — назначен апостольским нунцием на Гаити);
- Паоло Рокко Гуальтьери, титулярный архиепископ Сагоне — (13 ноября 2015 — 6 августа 2022 — назначен апостольским нунцием в Перу);
- Томаш Грыса, титулярный архиепископ Сагоне — (27 сентября 2022 — по настоящее время).